# Франкавила д'Ете
Франкавѝла д'Ѐте (на италиански: Francavilla d'Ete, на местен диалект Francaìlla, Франкаила) е село и община в Централна Италия, провинция Фермо, регион Марке. Разположено е на 231 m надморска височина. Населението на общината е 1007 души (към 2011 г.).
До 2004 г. общината е част от провинция Асколи Пичено, когато участва в новата провинция Фермо.